# Orthoskrjabinia
Genre
Orthoskrjabinia est un genre de cestodes de la famille des Paruterinidae.

## Systématique
Le genre Orthoskrjabinia a été créé en 1947 par le parasitologue russe Alexeï Andreïevitch Spassky (d) (1917-2006).

## Liste des espèces
Selon la classification de Hallan :
- Orthoskrjabinia bobica (Clerc, 1903)
- Orthoskrjabinia hesperiphonae (Voge & Davis, 1953)
- Orthoskrjabinia macrorostellata Sawada & Kugi, 1979
- Orthoskrjabinia skrjabini (Matevosyan, 1948)
- Orthoskrjabinia spasskyi (Rysavy, 1965)
- Orthoskrjabinia uralensis (Yushkov, 1995)